# 毛利元德
毛利元德（日语：／ Mōri Motonori，1839年10月28日—1896年12月23日），原名毛利定广（日语：／ Mōri Sadahiro），长州藩第十四代（最后一代）藩主。位阶为从一位、勋一等、公爵。

## 生平
毛利元德为德山藩第八代藩主毛利广镇的十子。母亲是身为侧室的三宅才助之女多喜势（滝瀬）。广镇在天保8年，五十八岁时（1837年）隐居。由已经成年的七子（元德的异母兄弟）元蕃继承藩主之位。元德的兄弟中。福原元僴继承了越后、长州藩家老福原家、秋山志朝（山形藩主、后为馆林藩主）等。德山毛利家虽然为传承着长州藩祖毛利輝元父系血缘的毛利氏分家。但广镇的曾祖父毛利元次（毛利辉元之孙）却被排除在本家的继承序列。因此长州藩内对此产生了不满的声音。但元德依然成为了长州藩第四代藩主毛利吉广以来，又一任毛利辉元直系的长州藩主。
嘉永5年（1852年）2月27日，因先代藩主毛利庆亲（又名毛利敬亲）无后，成为其养子。并改名为毛利广封。安政元年（1857年）2月18日，成为其养父毛利庆亲的嫡子。同年3月9日，授从四位下侍从长门守。幕府将军德川家定将自己名字中的「定」字赐予了元德，改名毛利定广。
安政5年（1858年），与长府藩主毛利元运次女银姬（安子）举行婚礼。
元治元年（1864年）7月14日，禁门之变时，与三条实美等人一同率军前往京都。7月21日，得知禁门之变失败后，撤回山口。8月22日，幕府剥夺其官位。并同时撤回赐字「定」，重新改名为毛利广封。明治维新后改名为毛利元德。
庆应4年（1868年）2月赴京都，3月就任议定官。明治2年（1869年）6月4日，继承隐居的养父毛利敬亲。成为从三位参议。就任后立刻成为了版籍奉还的知藩事。明治4年（1871年），因废藩置县免官移居东京，成为第15国立银行的总裁，后为公爵、贵族院议员。
明治29年（1896年）12月23日逝世，享年57岁。获赐国葬。号忠愛公。

## 栄典
- 1884年（明治17年）7月7日 - 公爵[1]
- 1887年（明治20年）9月21日 - 正二位[2]
- 1887年（明治20年）9月29日 - 金製黄綬褒章[3]
- 1890年（明治23年）10月21日 - 旭日大綬章[4]
- 1896年（明治29年）12月24日 - 旭日桐花大綬章[5]

## 登场作品
电视连续剧
- 花燃ゆ - 2015年NHK大河剧 演员：三浦貴大

## 注解
1. ↑  『官報』第307号「叙任及辞令」1884年7月8日。
2. ↑  『官報』第1278号「叙任及辞令」1887年9月30日。
3. ↑  『官報』第1278号「彙報 - 褒章」1887年9月30日。
4. ↑  『官報』第2195号「叙任及辞令」1890年10月22日。
5. ↑  『官報』第4049号「叙任及辞令」1896年12月25日。